# Юри, Рей
Рей Ю́ри (Ре́ймонд Кла́ренс Ю́ри, англ. Raymond Clarence «Ray» Ewry; 14 октября 1873, Лафейетт, Индиана — 29 сентября 1937, Нью-Йорк, Нью-Йорк) — американский легкоатлет, восьмикратный олимпийский чемпион и один из самых титулованных спортсменов Олимпийских игр.

## Биография и достижения
Родился в городе Лафейетт (Индиана). В детстве заболел полиомиелитом и некоторое время должен был ездить в инвалидной коляске. Однако, благодаря упражнениям, смог вылечиться и начал заниматься прыжками для укрепления своих ног.
В 1890 году поступил в университет Пердью, который закончил в 1896 году по специальности инженер-гидравлик. В университете играл в американский футбол и занимался лёгкой атлетикой, возглавляя команду университета. Был 15-кратным чемпионом США с 1898 по 1910 годы по прыжкам с места, пока их не отменили.
Участвовал в четырёх летних Олимпийских играх с 1900 по 1908 годы (включая неофициальные Игры 1906 года). Выигрывал каждое соревнование, в котором участвовал, установив 2 мировых рекорда и 1 олимпийский, завоевав в итоге 10 золотых медалей. Однако 2 из них были получены на неофициальных Играх, и поэтому формально считается, что он — 8-кратный чемпион. Юри также хотел участвовать на Играх 1912 года (когда ему уже было 39 лет), но не был допущен.
Его рекорд в прыжке в длину с места не был побит до 1938 года, когда их перестали регистрировать.
| Результаты на Олимпийских играх | Результаты на Олимпийских играх | Результаты на Олимпийских играх | Результаты на Олимпийских играх |
| Олимпийские игры                | Прыжок в высоту с места         | Прыжок в длину с места          | Тройной прыжок с места          |
| ------------------------------- | ------------------------------- | ------------------------------- | ------------------------------- |
| Париж 1900                      | 1,65 м МР                       | 3,21 м                          | 10,58 м                         |
| Сент-Луис 1904                  | 1,60 м                          | 3,48 м ОР и МР                  | 10,54 м                         |
| Афины 1906                      | 1,56 м                          | 3,30 м                          | Не проводились                  |
| Лондон 1908                     | 1,575 м                         | 3,335 м                         | Не проводились                  |

Умер 29 сентября 1937 года. В 1974 году был включён в Американский легкоатлетический зал славы и в 1983 году — в Американский олимпийский зал славы.